# Olympische Jugend-Winterspiele 2016/Teilnehmer (Slowenien)
| Gelbes Symbol für Goldmedaillen mit stilisierten Olympischen Ringen | Graues Symbol für Silbermedaillen mit stilisierten Olympischen Ringen | Braundes Symbol für Bronzemedaillen mit stilisierten Olympischen Ringen |
| ------------------------------------------------------------------- | --------------------------------------------------------------------- | ----------------------------------------------------------------------- |
| 3                                                                   | —                                                                     | 2                                                                       |

Slowenien nahm an den Olympischen Jugend-Winterspielen 2016 im norwegischen Lillehammer mit 20 Athleten in sieben Sportarten teil.

## Medaillen
Mit drei gewonnenen Gold- und zwei Bronzemedaillen belegte das slowenische Team Platz 10 im Medaillenspiegel.

## Sportarten

### Biathlon
| Athleten                  | Wettbewerb           | Zeit (Schießfehler) | Rang |
| ------------------------- | -------------------- | ------------------- | ---- |
| Jungen                    |                      |                     |      |
| Blaž Debeljak             | 7,5 km Sprint        | 22:55,7 min (7)     | 44   |
| Blaž Debeljak             | 10 km Verfolgung     | 35:59,7 min (6)     | 42   |
| Klemen Vampelj            | 7,5 km Sprint        | 22:55,9 min (4)     | 45   |
| Klemen Vampelj            | 10 km Verfolgung     | 36:22,6 min (5)     | 44   |
| Mädchen                   |                      |                     |      |
| Tais Vozelj               | 6 km Sprint          | 19:56,5 min (2)     | 21   |
| Tais Vozelj               | 7,5 km Verfolgung    | 27:35,5 min (4)     | 18   |
| Gemischt                  |                      |                     |      |
| Tais Vozelj Blaž Debeljak | Single Mixed-Staffel | 47:42,6 min (8+21)  | 24   |

### Freestyle-Skiing

#### Halfpipe
| Athleten           | Wettbewerb | Finale       | Finale       | Finale       | Finale           | Finale |
| Athleten           | Wettbewerb | Durchgang 1  | Durchgang 2  | Durchgang 3  | Bester Durchgang | Rang   |
| ------------------ | ---------- | ------------ | ------------ | ------------ | ---------------- | ------ |
| Jungen             |            |              |              |              |                  |        |
| Maksimiljan Blažon | Halfpipe   | 32,40 Punkte | 32,40 Punkte | 34,00 Punkte | 34,00 Punkte     | 11     |

#### Skicross
| Athleten   | Wettbewerb | Qualifikation | Qualifikation | Vorlauf            | Vorlauf            | Halbfinale         | Finale             |
| Athleten   | Wettbewerb | Zeit          | Rang          | Punkte             | Rang               | Position           | Position           |
| ---------- | ---------- | ------------- | ------------- | ------------------ | ------------------ | ------------------ | ------------------ |
| Jungen     |            |               |               |                    |                    |                    |                    |
| Luka Štros | Skicross   | 47,38 s       | 17            | nicht qualifiziert | nicht qualifiziert | nicht qualifiziert | nicht qualifiziert |

#### Slopestyle
| Athleten            | Wettbewerb | Finale       | Finale       | Finale           | Finale |
| Athleten            | Wettbewerb | Durchgang 1  | Durchgang 2  | Bester Durchgang | Rang   |
| ------------------- | ---------- | ------------ | ------------ | ---------------- | ------ |
| Jungen              |            |              |              |                  |        |
| Maksimilijan Blažon | Slopestyle | 50,20 Punkte | 47,80 Punkte | 50,20 Punkte     | 16     |

### Nordische Kombination
| Athleten     | Wettbewerb                    | Skispringen | Skispringen | Skispringen | Skispringen   | Langlauf    | Langlauf |
| Athleten     | Wettbewerb                    | Weite       | Punkte      | Rang        | Zeitrückstand | Zeit        | Rang     |
| ------------ | ----------------------------- | ----------- | ----------- | ----------- | ------------- | ----------- | -------- |
| Jungen       |                               |             |             |             |               |             |          |
| Vid Vrhovnik | Normalschanze / 5 km Langlauf | 92,5 m      | 118,8       | 5           | 0:52 min      | 14:22,2 min | 5        |

| Athleten                                                     | Wettbewerb                             | Skispringen | Skispringen | Skispringen   | Langlauf    | Langlauf |
| Athleten                                                     | Wettbewerb                             | Punkte      | Rang        | Zeitrückstand | Zeit        | Rang     |
| ------------------------------------------------------------ | -------------------------------------- | ----------- | ----------- | ------------- | ----------- | -------- |
| Gemischt                                                     |                                        |             |             |               |             |          |
| Ema Klinec Vid Vrhovnik Bor Pavlovčič Anja Mandeljc Vili Črv | Team Skispringen/Nordische Kombination | 375,7       | 1           | 0:00 min      | 26:38,5 min | 4        |

### Ski Alpin
| Jungen          |              |             |     |                    |                    |                    |                    |
| Anže Čufar      | Super-G      |             |     |                    |                    | 1:16,17 min        | 40                 |
| Anže Čufar      | Riesenslalom | 1:22,42 min | 27  | 1:20,93 min        | 20                 | 2:43,35 min        | 23                 |
| Anže Čufar      | Slalom       | 50,91 s     | 7   | DNF                | DNF                | DNF                | DNF                |
| Anže Čufar      | Kombination  | 1:14,51 min | 28  | 42,94 s            | 16                 | 1:57,45 min        | 19                 |
| Nejc Naraločnik | Super-G      |             |     |                    |                    | 1:13,02 min        | 22                 |
| Nejc Naraločnik | Riesenslalom | DNF         | DNF | nicht qualifiziert | nicht qualifiziert | nicht qualifiziert | nicht qualifiziert |
| Nejc Naraločnik | Slalom       | 51,04 s     | DNF | DNF                | DNF                | DNF                |                    |
| Nejc Naraločnik | Kombination  | 1:12,98 min | 8   | DNF                | DNF                | DNF                | DNF                |
| Mädchen         |              |             |     |                    |                    |                    |                    |
| Meta Hrovat     | Super-G      |             |     |                    |                    | DNF                | DNF                |
| Meta Hrovat     | Riesenslalom | 1:18,68 min | 4   | 1:15,55 min        | 5                  | 2:34,23 min        | 4                  |
| Meta Hrovat     | Slalom       | 54,99 s     | 4   | 54,99 s            | 3                  | 1:45,86 min        | Bronze             |
| Meta Hrovat     | Kombination  | DNF         | DNF | nicht qualifiziert | nicht qualifiziert | nicht qualifiziert | nicht qualifiziert |
| Živa Otoničar   | Super-G      |             |     |                    |                    | 1:18,18 min        | 27                 |
| Živa Otoničar   | Riesenslalom | DNF         | DNF | nicht qualifiziert | nicht qualifiziert | nicht qualifiziert | nicht qualifiziert |
| Živa Otoničar   | Slalom       | 58,86 s     | 19  | 53,95 s            | 18                 | 1:52,81 min        | 17                 |
| Živa Otoničar   | Kombination  | 1:19,95 min | 28  | 45,40 s            | 16                 | 2:05,35 min        | 19                 |

| Athleten               | Wettbewerb     | Achtelfinale    | Viertelfinale   | Halbfinale         | Finale             | Finale |
| Athleten               | Wettbewerb     | Ergebnis        | Ergebnis        | Ergebnis           | Ergebnis           | Rang   |
| ---------------------- | -------------- | --------------- | --------------- | ------------------ | ------------------ | ------ |
| Gemischt               |                |                 |                 |                    |                    |        |
| Meta Hrovat Anže Čufar | Teamwettbewerb | Kroatien 2+ – 2 | Russland 2 – 2+ | nicht qualifiziert | nicht qualifiziert | 5      |

### Skilanglauf
| Athleten       | Wettbewerb       | Qualifikation | Qualifikation | Viertelfinale | Viertelfinale | Halbfinale         | Halbfinale         | Finale             | Finale             |
| Athleten       | Wettbewerb       | Zeit          | Rang          | Zeit          | Rang          | Zeit               | Rang               | Zeit               | Rang               |
| -------------- | ---------------- | ------------- | ------------- | ------------- | ------------- | ------------------ | ------------------ | ------------------ | ------------------ |
| Jungen         |                  |               |               |               |               |                    |                    |                    |                    |
| Vili Črv       | Cross            | 3:11,46 min   | 8             |               |               | 3:12,13 min        | 4                  | nicht qualifiziert | nicht qualifiziert |
| Vili Črv       | Sprint klassisch | 3:03,55 min   | 7             | 3:02,25 min   | 2             | 3:00,06 min        | 5                  | nicht qualifiziert | nicht qualifiziert |
| Vili Črv       | 10 km Freistil   |               |               |               |               |                    |                    | 26:23,3 min        | 30                 |
| Luka Markun    | Cross            | 3:17,46 min   | 25            |               |               | 3:14,01 min        | 10                 | nicht qualifiziert | nicht qualifiziert |
| Luka Markun    | Sprint klassisch | 3:07,38 min   | 13            | 3:10,42 min   | 5             | nicht qualifiziert | nicht qualifiziert | nicht qualifiziert | nicht qualifiziert |
| Luka Markun    | 10 km Freistil   |               |               |               |               |                    |                    | 25:34,2 min        | 16                 |
| Mädchen        |                  |               |               |               |               |                    |                    |                    |                    |
| Nina Klemenčič | Cross            | 3:53,82 min   | 24            |               |               | 3:54,43 min        | 8                  | nicht qualifiziert | nicht qualifiziert |
| Nina Klemenčič | Sprint klassisch | 3:35,61 min   | 9             | 3:51,54 min   | 6             | nicht qualifiziert | nicht qualifiziert | nicht qualifiziert | nicht qualifiziert |
| Nina Klemenčič | 5 km Freistil    |               |               |               |               |                    |                    | 15:26,7 min        | 33                 |
| Anja Mandeljc  | Cross            | 3:48,72 min   | 18            |               |               | 3:40,69 min        | 6                  | nicht qualifiziert | nicht qualifiziert |
| Anja Mandeljc  | Sprint klassisch | 3:31,82 min   | 3             | 3:29,16 min   | 3             | 3:30,63 min        | 5                  | nicht qualifiziert | nicht qualifiziert |
| Anja Mandeljc  | 5 km Freistil    |               |               |               |               |                    |                    | 13:40,4 min        | 6                  |

### Skispringen
| Athleten      | Wettbewerb    | Erste Runde | Erste Runde | Erste Runde | Finale | Finale | Finale | Gesamt | Gesamt |
| Athleten      | Wettbewerb    | Weite       | Punkte      | Rang        | Weite  | Punkte | Rang   | Punkte | Rang   |
| ------------- | ------------- | ----------- | ----------- | ----------- | ------ | ------ | ------ | ------ | ------ |
| Jungen        |               |             |             |             |        |        |        |        |        |
| Bor Pavlovčič | Normalschanze | 101,0 m     | 130,9       | 1           | 99,0 m | 131,9  | 1      | 262,8  | Gold   |
| Mädchen       |               |             |             |             |        |        |        |        |        |
| Ema Klinec    | Normalschanze | 95,0 m      | 124,5       | 1           | 96,0 m | 124,8  | 1      | 249,3  | Gold   |

| Athleten                              | Wettbewerb               | Erste Runde | Erste Runde | Finale | Finale | Gesamt | Gesamt |
| Athleten                              | Wettbewerb               | Punkte      | Rang        | Punkte | Rang   | Punkte | Rang   |
| ------------------------------------- | ------------------------ | ----------- | ----------- | ------ | ------ | ------ | ------ |
| Gemischt                              |                          |             |             |        |        |        |        |
| Ema Klinec Vid Vrhovnik Bor Pavlovčič | Mixed-Team Normalschanze | 350,0       | 1           | 350,0  | 1      | 709,5  | Gold   |

### Snowboard

#### Halfpipe
| Athleten     | Wettbewerb | Finale       | Finale       | Finale       | Finale           | Finale |
| Athleten     | Wettbewerb | Durchgang 1  | Durchgang 2  | Durchgang 3  | Bester Durchgang | Rang   |
| ------------ | ---------- | ------------ | ------------ | ------------ | ---------------- | ------ |
| Jungen       |            |              |              |              |                  |        |
| Tit Štante   | Halfpipe   | 75,50 Punkte | 71,50 Punkte | 80,25 Punkte | 80,25 Punkte     | Bronze |
| Mädchen      |            |              |              |              |                  |        |
| Eva Kralj    | Halfpipe   | 40,00 Punkte | 15,00 Punkte | 25,25 Punkte | 40,00 Punkte     | 12     |
| Kaja Verdnik | Halfpipe   | 50,75 Punkte | 47,00 Punkte | 52,50 Punkte | 52,50 Punkte     | 10     |

#### Snowboardcross
| Athleten   | Wettbewerb     | Qualifikation | Qualifikation | Vorlauf | Vorlauf | Halbfinale         | Finale             |
| Athleten   | Wettbewerb     | Zeit          | Rang          | Punkte  | Rang    | Position           | Position           |
| ---------- | -------------- | ------------- | ------------- | ------- | ------- | ------------------ | ------------------ |
| Jungen     |                |               |               |         |         |                    |                    |
| Tit Štante | Snowboardcross | 50,64 s       | 13            | 6       | 15      | nicht qualifiziert | nicht qualifiziert |

#### Slopestyle
| Athleten     | Wettbewerb | Finale       | Finale       | Finale           | Finale |
| Athleten     | Wettbewerb | Durchgang 1  | Durchgang 2  | Bester Durchgang | Rang   |
| ------------ | ---------- | ------------ | ------------ | ---------------- | ------ |
| Jungen       |            |              |              |                  |        |
| Tit Štante   | Slopestyle | 58,00 Punkte | 71,50 Punkte | 71,50 Punkte     | 10     |
| Mädchen      |            |              |              |                  |        |
| Eva Kralj    | Slopestyle | 12,00 Punkte | 19,50 Punkte | 19,50 Punkte     | 17     |
| Kaja Verdnik | Slopestyle | 34,75 Punkte | 26,50 Punkte | 34,75 Punkte     | 15     |